# FIFA 18
FIFA 18 ist eine Fußballsimulation von EA Sports, die im September 2017 erschien. Das Spiel ist die 25. Auflage der FIFA-Reihe von EA Sports. Innerhalb des ersten Jahres, wurde die Fußballsimulation etwa 24 Millionen Mal verkauft und ist damit der meistverkaufte Ableger der Reihe.

## Entwicklung
FIFA 18 wurde von dem kanadischen Studio mit Sitz in Vancouver EA Canada und dem rumänischen Unternehmen mit Sitz in Bukarest EA Romania entwickelt. Somit war das rumänische Entwicklerstudio erstmals bei der Entwicklung eines FIFA-Teils beteiligt. So dienten auch die Fußballspieler Vlad Chiricheș und Costel Pantilimon für Bewegungs- und Fotorealismus als Vorlage.

## Neuerungen
Im Vergleich zum vorherigen Ableger FIFA 17, hat FIFA 18 im Bereich des Karrieremodus die größten Änderungen vorgenommen. Außerdem wurde im Bereich Gameplay ebenfalls Neuerungen vorgenommen, so ist das Verteidigen und Flanken schwieriger geworden im Vergleich zum vorherigen Teil. Lizenzen hat man nun auch von der 3. Liga und vom DFB-Pokal.
Auch wurden vier neue Stadien, davon eins in Spanien, eins in den USA und zwei in Großbritannien ins Spiel eingebracht.
| Stadion                    | Verein                 | Liga                |
| -------------------------- | ---------------------- | ------------------- |
| Estadio Metropolitano      | Atlético Madrid        | Primera División    |
| Dignity Health Sports Park | LA Galaxy              | Major League Soccer |
| Falmer Stadium             | Brighton & Hove Albion | Premier League      |
| John Smith’s Stadium       | Huddersfield Town      | Premier League      |

In FIFA 18 wurde der Karriere-Modus überarbeitet. So wurden unter anderem Zwischensequenzen bei Vertrags- und Transferverhandlungen hinzugefügt. Ebenfalls werden Transfers per Videoform im Startmenü gezeigt. Der Spieler kann den Spielern nun auch Boni nach einer bestimmten Anzahl von Toren o. Ä. geben, aber auch eine Freigabesumme ist verfügbar.
In FIFA 18 Ultimate Team, sind ab FIFA 18 „Ikonen“ im Spiel vorhanden, also Spieler, die in der Vergangenheit zu Legenden aufgestiegen sind. Außerdem wurde der neue Modus Squad Battles hinzugefügt, in welchem man mit seinem Team gegen Teams aus aller Welt spielt, die jedoch von einer KI gesteuert werden.
Außerdem geht der in FIFA 17 eingeführten Story-Modus weiter. Damit geht der Modus The Journey in die zweite Runde.

## Ligen
Folgende Ligen sind im Spiel enthalten:
| Land                      | Liga                                     |
| ------------------------- | ---------------------------------------- |
| Argentinien               | Primera División                         |
| Australien                | Hyundai A-League                         |
| Belgien                   | Pro League                               |
| Chile                     | Primera División                         |
| Dänemark                  | Superligaen                              |
| Deutschland               | Bundesliga                               |
| Deutschland               | 2. Bundesliga                            |
| Deutschland               | 3. Liga                                  |
| England                   | Premier League                           |
| England                   | Football League Championship             |
| England                   | Football League One                      |
| England                   | Football League Two                      |
| Frankreich                | Ligue 1                                  |
| Frankreich                | Ligue 2                                  |
| Italien                   | Serie A                                  |
| Italien                   | Serie B                                  |
| Japan                     | J1 League                                |
| Kolumbien                 | Categoría Primera A                      |
| Mexiko                    | Liga MX                                  |
| Niederlande               | Eredivisie                               |
| Norwegen                  | Tippeligaen                              |
| Österreich                | Bundesliga                               |
| Polen                     | Ekstraklasa                              |
| Portugal                  | Primeira Liga                            |
| Irland                    | League of Ireland                        |
| Russland                  | Premjer-Liga                             |
| Saudi-Arabien             | Saudi Professional League                |
| Schottland                | Scottish Premiership                     |
| Schweden                  | Fotbollsallsvenskan                      |
| Schweiz                   | Super League                             |
| Spanien                   | Primera División                         |
| Spanien                   | Segunda División                         |
| Südkorea                  | K League Classic                         |
| Türkei                    | Süper Lig                                |
| Vereinigte Staaten Kanada | Major League Soccer                      |
| International             | Nationalmannschaften der Männer & Frauen |

## The Journey: Hunter Returns
In dem Storymodus, der in FIFA 18 weitergeführt wird, kann man an Protagonist Alex Hunter nun optische Anpassungen bei beispielsweise Kleidung und Tattoos vornehmen, aber auch seine Fähigkeiten weiterhin verbessern. Man kann mit dem Premier League Klub weiterspielen, den man sich in FIFA 17 ausgesucht hat. Außerdem sind in The Journey: Hunter Returns wieder Fußball- so wie Basketballstars anzutreffen. Dazu zählen Cristiano Ronaldo, Dele Alli, Antoine Griezmann, Thierry Henry, Thomas Müller, Rio Ferdinand, Gyasi Zardes und James Harden. Ebenfalls werden Siege im FA Cup oder Premier League mit einem gewissen Ansehen berücksichtigt.

### Handlung
Nach seinem Urlaub in Brasilien, in dem Alex Hunter mit seinem besten Freund Danny Williams unterwegs war, geht es wieder zurück ins Vereinigte Königreich, wo er die Information erhält, er dürfe mit dem Team in die USA reisen und dort das Vorbereitungsturnier gegen Teams wie Real Madrid oder LA Galaxy bestreiten. Bevor es jedoch in die Vereinigten Staaten geht, erscheint Alex Hunter bei einem Fernsehinterview, geleitet von Rio Ferdinand, und trifft dort auf seinen alten besten Freund und jetzigen Rivalen Gareth Walker. Während des Vorbereitungsturniers kommt es dann zu einer Begegnung gegen Real Madrid, am Ende zu einem Trikottausch mit Cristiano Ronaldo und bei einem Sieg gegen die Königlichen zu einem Aufeinandertreffen mit LA Galaxy. Danach wird er zum Essen mit seinem Vater eingeladen, bevor es zum MLS All-Star Game in Chicago geht.
Während der noch sehr frühen Premier League Saison, erfährt man von dem Berater Michael Taylor, dass Real Madrid Alex Hunter verpflichten will. Alex möchte das Angebot annehmen, jedoch entpuppt sich dieses als nicht echt und da bereits alles mit dem Verein abgeklärt ist, muss man trotz allem wechseln und zwar zu einem Verein außer Konkurrenz, das heißt kein Champions Cup sowie Premier League. Da Alex’ Vater Harold Mitarbeiter bei LA Galaxy ist, kommt es zu einem Wechsel in die Vereinigten Staaten. Dort lernt Alex seine Halbschwester Kim kennen und er geht mit Thierry Henry zu ihrem ersten US-Länderspiel gegen die deutsche Frauennationalmannschaft. In den USA hat man die Chance aufgrund eines anderen Ligensystems, die Major League Soccer zu gewinnen und bekommt im Winter ein Angebot von drei Topclubs, welche aus dem Champions Cup geflogen sind.
Bayern München, Paris Saint-Germain und Atlético Madrid, bei denen man sich einen neuen Mitspieler aussuchen kann, Antoine Griezmann, Thomas Müller oder Dele Alli. Nach einem vielversprechenden Start erleidet Alex Hunter eine monatelange Verletzung und ist zur Reha nochmal in Los Angeles, wo er zusammen mit Kim sein Aufbautraining vollzieht. Nach vollständiger Genesung kommt Alex zurück zu seinem Verein und kann dort Liga sowie Pokal gewinnen. Nach Ende der Saison, reist Alex mit seinem Opa Jim Hunter nach Los Angeles, wo Jim seine Enkelin kennen lernt. Dort bekommt er dann einen Anruf von einer Beraterin, bevor der Teil in FIFA 18 endet.

## Rezeption
FIFA 18 hat national und international durchschnittlich gute Bewertungen erhalten.

„Um es kurz zu machen: FIFA bleibt auch im Jahr 2017 FIFA. Ist schon so etwas wie eine Konstante im Universum. Es gibt die üblichen Detailverbesserungen - was soll man auch sonst machen? -, hier und da ein paar mal mehr, mal weniger sinnvolle Neuerungen und eine rundum gelungene Fortsetzung von The Journey. Nicht, dass ihr jetzt unbedingt wegen Letzterem zwingend in den Laden stürmen und FIFA 18 kaufen solltet, das tun eher diejenigen, die auf die dritte deutsche Liga gewartet haben, aber es ist durchaus ein guter Grund, sich mit dem Spiel zu beschäftigen und dabei nett unterhalten zu werden.“

„Die Lizenzen, die Modi, die Atmosphäre, in all diesen Punkten überzeugt mich FIFA auch dieses Jahr wieder wesentlich mehr als die Konkurrenz von Konami. Und dank dem schwerfälligeren und realistischeren Spielgeschehen stehe ich als alter Serienveteran endlich mal wieder vor einer echten Herausforderung, weil ich mich nun an ein komplett anderes Spiel gewöhnen muss. Für mich ist FIFA 18 dementsprechend sehr viel mehr als ein Update von FIFA 17.“